# József Vágó
József Vágó (20 de junho de 1906 - 26 de agosto de 1945) foi um futebolista húngaro. 

## Carreira
József Vágó fez parte do elenco da Seleção Húngara de Futebol da Copa do Mundo de 1934 ele fez apenas uma partida, na derrota para a Áustria por 2-1.

## Ligações Externas
- Perfil em Fifa.com (em inglês)